# وادي الزيتون (تونس)
وادي الزيتون هو نهر في تونس شمال أفريقيا.

وادي الزيتون هو أحد روافد وادي سجنان الذي يتدفق إلى البحر الأبيض المتوسط بالقرب من بنزرت. يشتهر النهر بشلالات وادي الزيتون، وهو قريب من الحديقة الوطنية بإشكل وغابة سجنان، ويعتبر وادي الزيتون من ابرز الوجهات السياحية في تونس. 

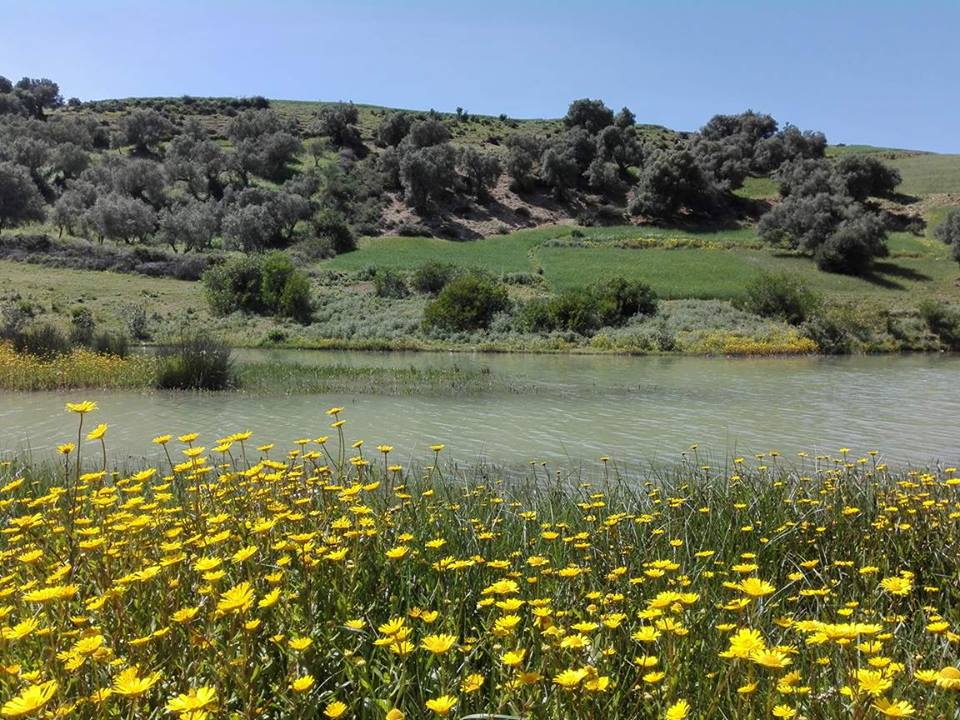
أزهار وادي الزيتون
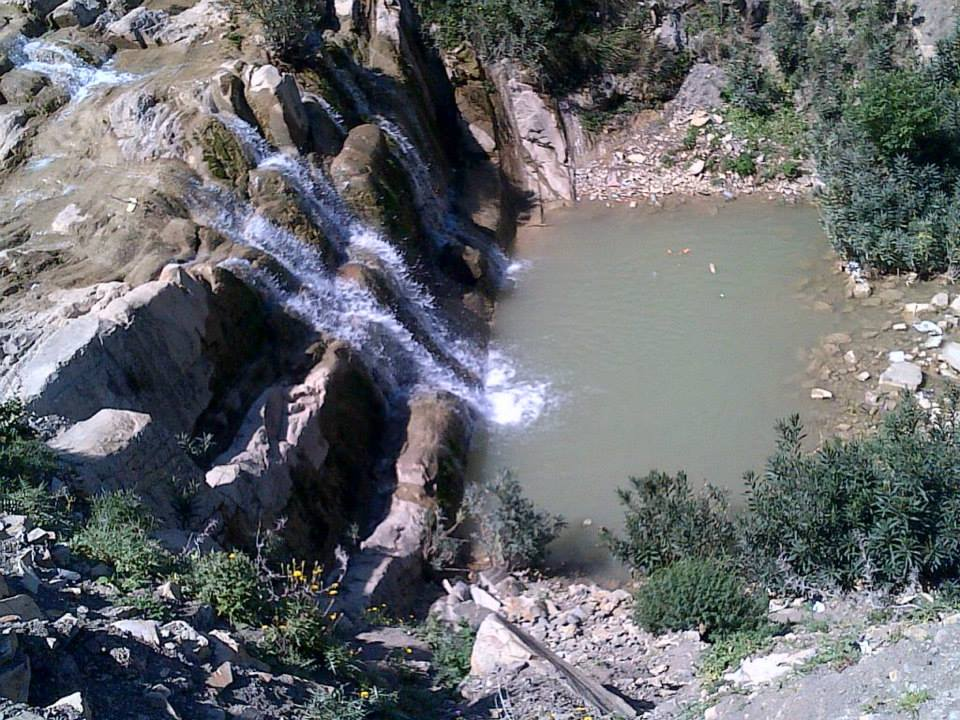
شلالات وادي الزيتون
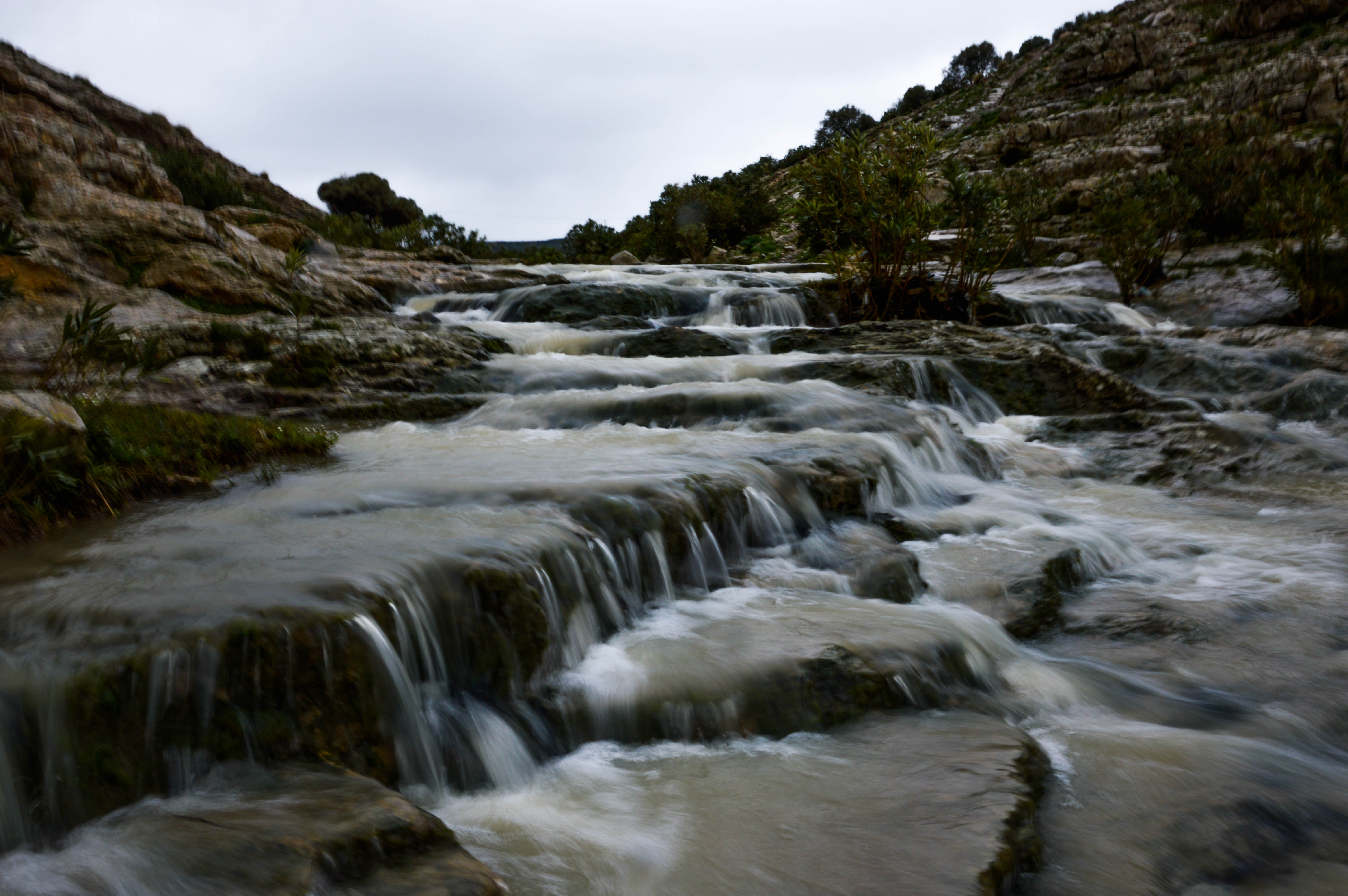
شلالات وادي الزيتون
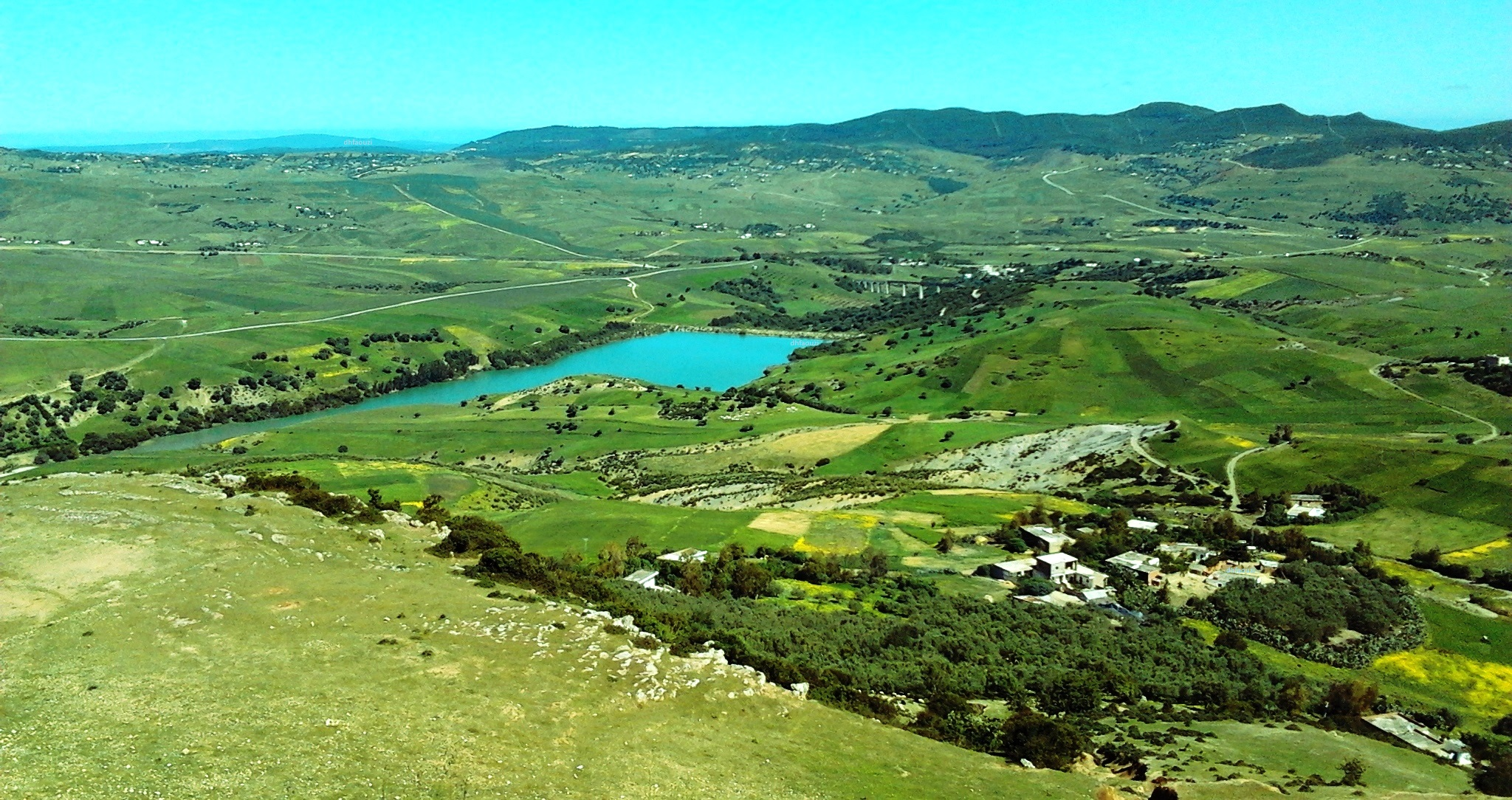
وادي الزيتون قرب غزالة تونس.
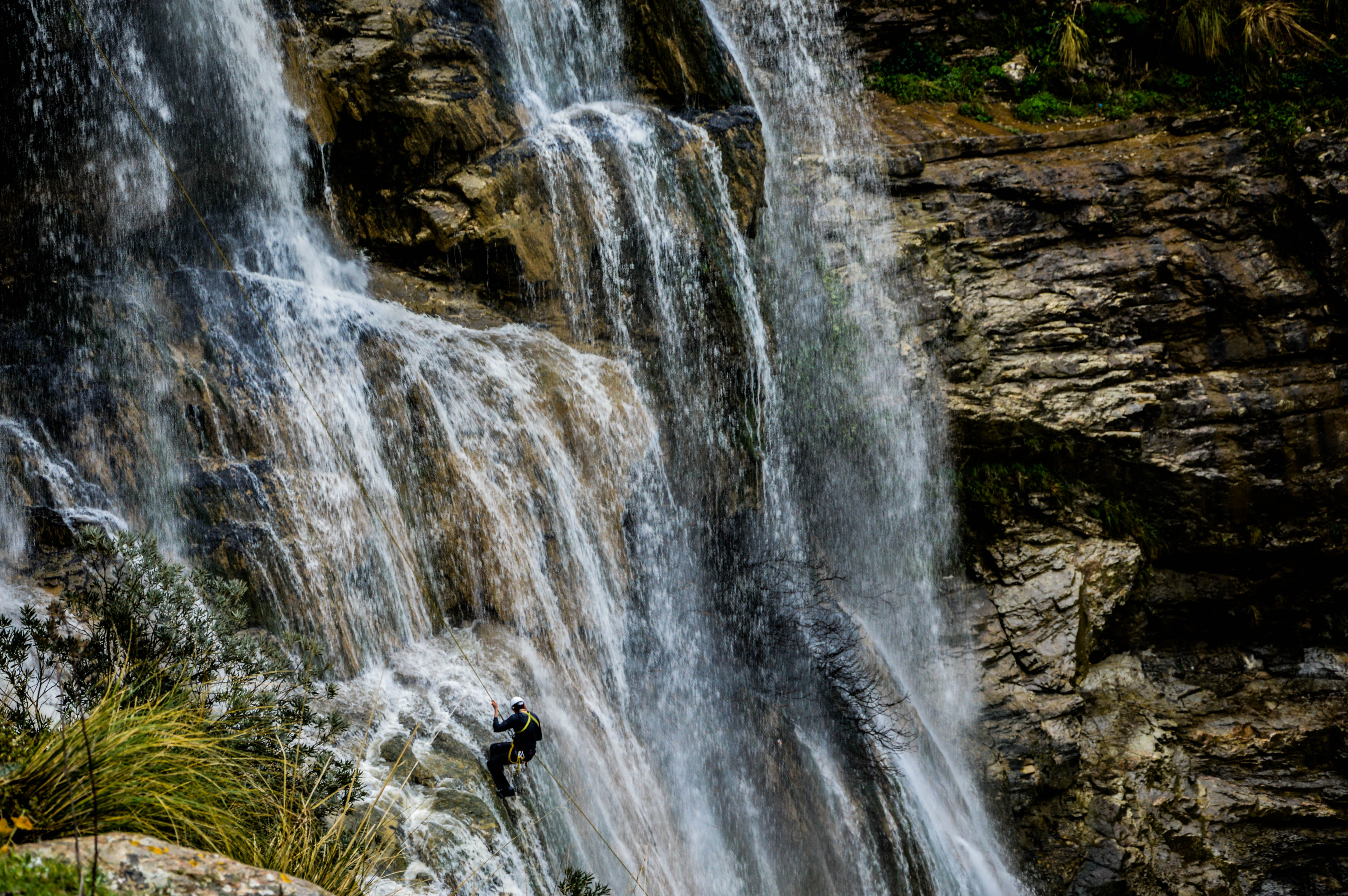
شلال وادي الزيتون.